# Platja de Gulpiyuri

La platja de Gulpiyuri és una xicoteta platja situada en el concejo de Llanes, al nord del poble de Naves, a meitat camí entre les localitats de Ribadesella i Llanes (Astúries, Espanya), que fou declarada monument natural el 26 de desembre de 2001, a més de formar part del Paisatge Protegit de la Costa Oriental d'Astúries. Sols es pot accedir caminant des de la platja de San Antolín o des de Naves i el seu aïllament ha permés la relativa bona conservació d'aquesta xicoteta i delicada joia natural. La profunditat i la mida de la zona d'aigua no permet més que poder remullar-se tombats, però está ben protegida del vent. 
Es tracta d'una petita platja de mar però situada terra endins, entre verds prats agrícoles. En una costa escarpada de roca calcària el mar va crear una cova cap a l'interior i el fons de la cova es va enfonsar, (un fenomen càrstic conegut com a dolina), deixant un petit buit circular d'uns 50 m de diàmetre a 100 m de la costa. Aquest enfonsament segueix connectat amb la costa i entra l'aigua de mar, notant-se també les marees i disposant d'una platja de fina sorra.
Ara bé, tècnicament, també es podria parlar del mar de Gulpiyuri com un mar continental associat a l'oceà Atlàntic, amb una sola platja a la costa sud i un penya-segat a la costa nord, i que té possibilitats de ser el mar més petit del món.

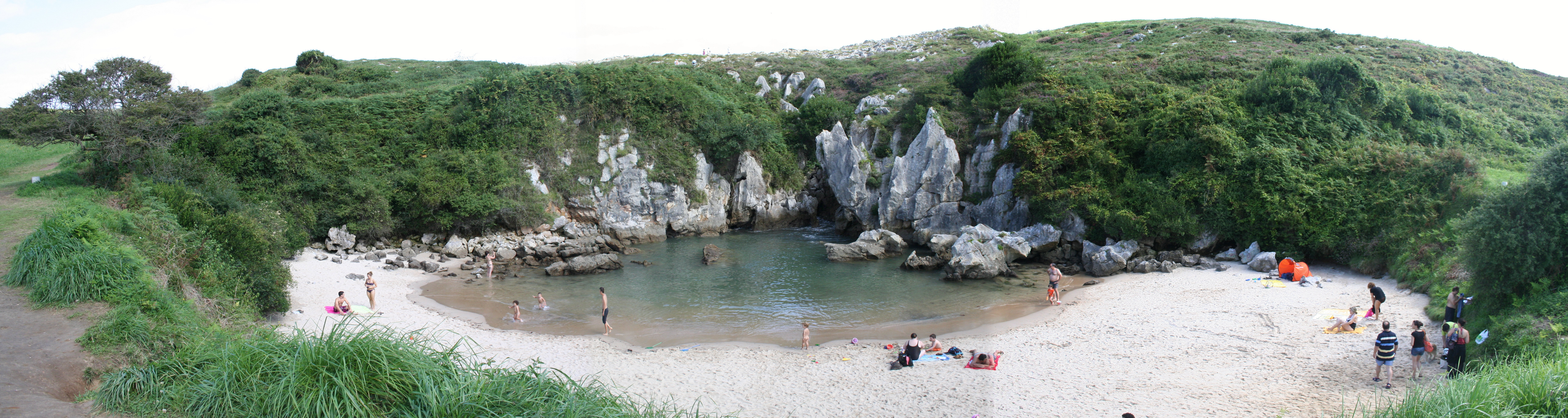
La platja de Gulpiyuri amb marea alta.